# Ceira
Ceira est une paroisse civile portugaise (en portugais : freguesia) de la municipalité de Coimbra dans le district du même nom.

## Géographie
Ceira est située au sud-est du centre de Coimbra. Elle est traversée par la rivière Ceira, affluent du Mondego en rive gauche.
Ceira est desservie par l'autoroute A13.

## Démographie
Lors du recensement de 2021, Ceira compte 3 244 habitants.